# チトラドゥルガ・ナーヤカ朝

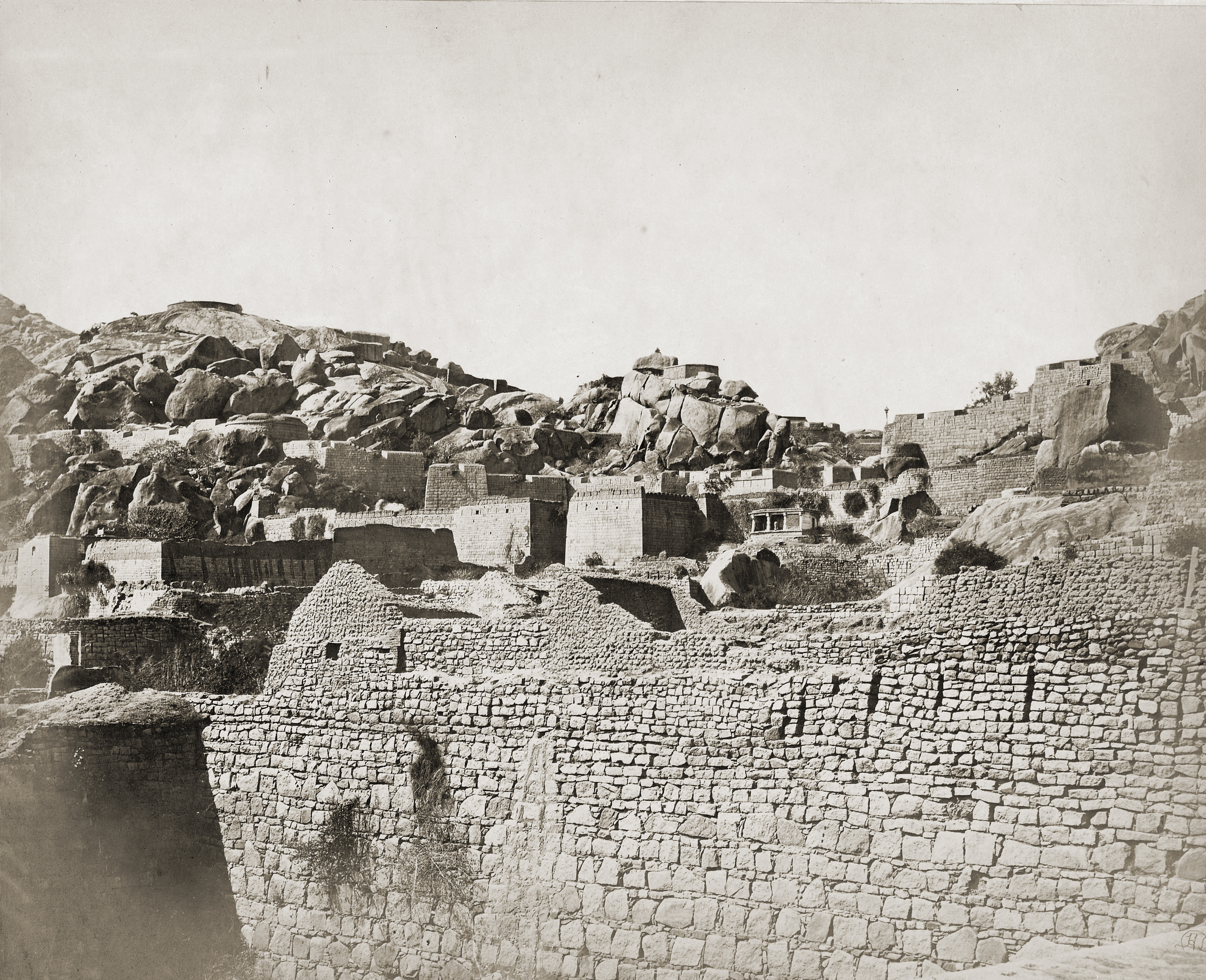
チトラドゥルガ城。この城は幾度も外敵を退けてきた堅牢な城であった。

チトラドゥルガ・ナーヤカ朝

チトラドゥルガ・ナーヤカ朝（チトラドゥルガ・ナーヤカちょう、英語：Chitradurga Nayaka dynasty）とは、南インドのカルナータカ地方（現カルナータカ州）に存在したヒンドゥー王朝 （14世紀初頭 - 1779年）。ナーヤカ朝の一つでもある。首都はチトラドゥルガ。

## 歴史

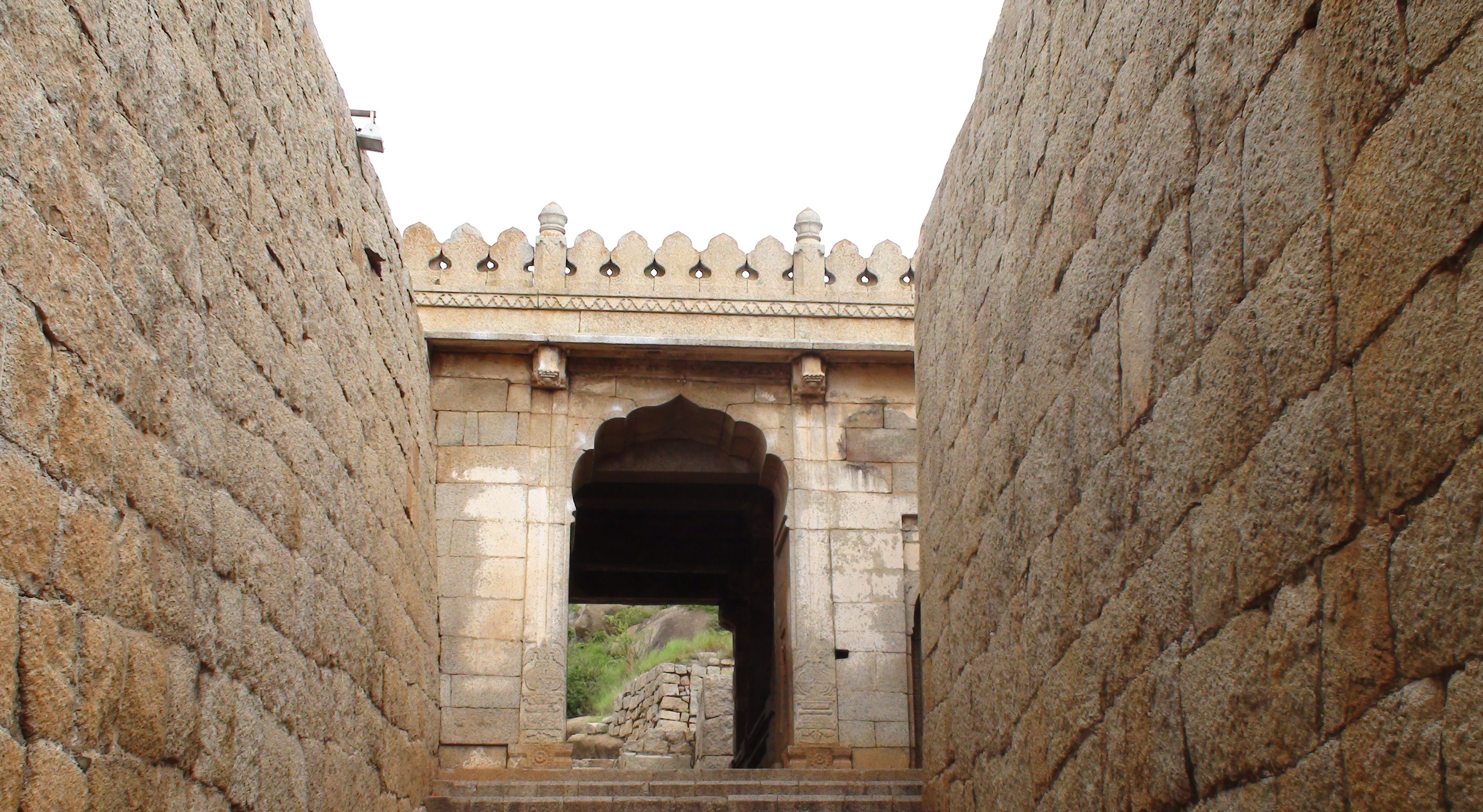
チトラドゥルガ城の城門

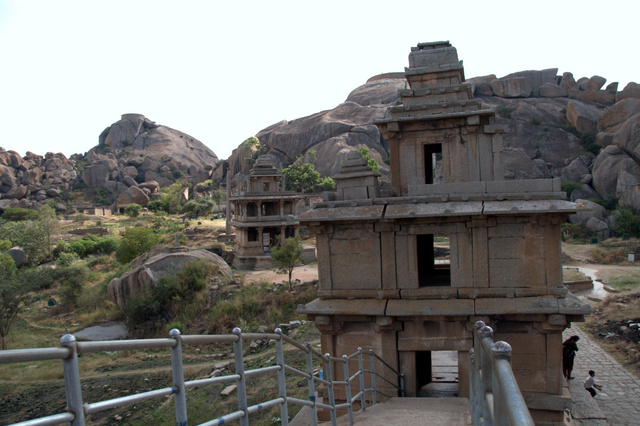
チトラドゥルガ城内の寺院

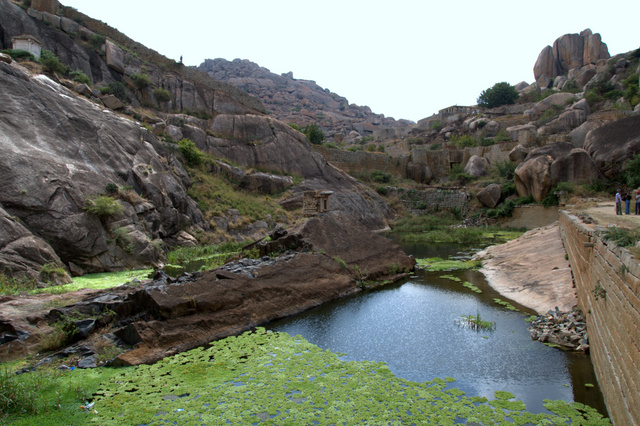
チトラドゥルガ城近くの貯水池

14世紀初頭から、南インドのホイサラ朝に仕えていたチトラドゥルガの領主が存在し、ヴィジャナガル王国が南インドに成立するとその支配下に入り、ナーヤカとしてヴィジャナガル王国に仕えるようになった。
また、このナーヤカ一族はヴィジャナガル王国において地方長官クラスの大ナーヤカであったことも知られる。
1565年、ティンマンナ・ナーヤカ（在位：? - 1588年）の治世、ヴィジャヤナガル王国がターリコータの戦いにおいて敗北したのち、ナーヤカ朝としての独立の動きを見せ、事実上半独立の立場をとった。
これと同時に、隣接するビジャープル王国の軍が領土に侵入してきたが、カストゥーリ・ランガッパ・ナーヤカ1世（在位：1602年 - 1652年）はこれを撃退して独立を保っている。
また、その治世、1614年にヴェンカタ2世が死ぬと、同年と1616年から1617年かけて、ヴィジャヤナガル王国は王位をめぐる深刻な内紛が起こると、チトラドゥルガ・ナーヤカ朝は衰退したヴィジャヤナガル王国から完全に独立を果たした。
カストゥーリ・ランガッパ・ナーヤカ1世の治世は50年にもおよび、彼はその治世の間王国をよく統治し、1649年には主家であるヴィジャヤナガル王国はビジャープル王国に滅ぼされたが、同国の侵入には断固とした態度をとり、彼自身も勇猛さで知られている。
カストゥーリ・ランガッパ・ナーヤカ1世の死後、息子マダカーリ・ナーヤカ2世（在位：1652年 - 1674年）が後を継ぎ、ビジャープル王国に対抗しつつ、王国の領土を東部に広げた。
マダカリー・ナーヤカ2世の死後、息子のオバンナ・ナーヤカ2世（在位：1674年 - 1675年）が継いだがすぐに殺され、これ以降王国は王族間の深刻な内乱に陥った。
内乱の末、1689年にバラマッパ・ナーヤカ（在位：1689年 - 1721年）が継いだ。だが、1686年にビジャープル王国は南下したムガル帝国に滅ぼされており、彼が即位した年にはマラーター王国の王サンバージーを殺し、デカンを越えて南下してきた。
バラマッパ・ナーヤカはムガル帝国の侵攻に対抗し、その間に王国をよくおさめ、33のヒンドゥー寺院、3つあるいは4つの宮殿を建て、さらにはおよそ20にも及ぶ貯水池を増設した。
だが、息子のマダカーリ・ナーヤカ4世（在位：1721年 - 1748年）の治世は、飢饉とマラーター王国の襲撃に苦しまねばなかった。1747年からは大規模な戦闘となり、彼は近隣の領主と結んで対抗したものの、1748年に戦死した。
マダカーリ・ナーヤカ4世の戦死後、後を継いだ息子のカストゥーリ・ランガッパ・ナーヤカ2世（在位：1748年 - 1758年）はこの王朝の最後の偉大な王で、マラーターやマイソール王国の侵攻に耐えながらも、王国の南北にわたる地域を制圧することに成功している。
1758年、カストゥーリ・ランガッパ・ナーヤカ2世は息子なくして死亡し、従兄弟でありバラマッパ・ナーヤカの孫マダカリー・ナーヤカ5世（在位：1758年 - 1779年）が後を継いだ。
しかし、1760年にムスリム軍人のハイダル・アリーがマイソール王となると、チトラドゥルガ・ナーヤカ朝は、さらなるマイソール王国の圧迫を受け続けることとなった。
マダカーリ・ナーヤカ5世は勇敢な戦士として知られ、マイソール王国との数次にわたるチトラドゥルガの攻防戦を耐え抜いたが、1779年3月に首都チトラドゥルガを落とされて、王国は滅亡した。マダカーリ・ナーヤカ5世はチトラドゥルガ陥落ののち、マイソール王国の首都シュリーランガパッタナに連行され、投獄されたのちに殺害された。
その後、ハイダル・アリーはチトラドゥルガ城を増改築し、カルナータカ地方におけるマイソール王国の拠点の一つとした。